# Charles S. Hamlin

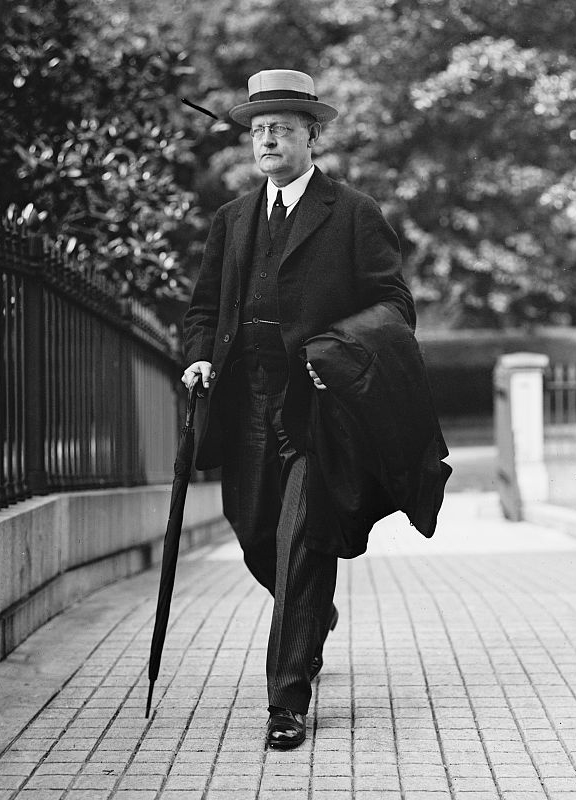
Charles S. Hamlin (1913)

Charles Sumner Hamlin (* 30. August 1861 in Boston, Massachusetts; † 25. April 1938 in Washington, D.C.) war ein US-amerikanischer Rechtsanwalt und zwischen 1914 und 1916 erster Vorsitzender des Federal Reserve System.

## Leben
Nach dem Schulbesuch absolvierte Hamlin ein Studium der Rechtswissenschaften an der Law School der Harvard University und schloss dieses 1886 ab. Danach war er zunächst als Rechtsanwalt tätig, ehe er zwischen 1893 und 1897 erstmals Assistant Secretary im US-Finanzministerium in der Regierung von Präsident Grover Cleveland war. Hamlin, der zwischen 1902 und 1903 Lektor für Verwaltungsrecht an der Harvard University war, bewarb sich 1902 erstmals für das Amt des Gouverneurs von Massachusetts, unterlag aber dem amtierenden republikanischen Vizegouverneur John L. Bates.
Anschließend nahm er seine Tätigkeit als Rechtsanwalt wieder auf, ehe er 1910 erneut für das Amt des Gouverneurs von Massachusetts kandidierte und diesmal dem demokratischen Kongressabgeordneten Eugene Foss unterlag.
Nachdem er 1912 Vizepräsident der Woodrow Wilson-College Men’s League und Präsident der Woodrow Wilson-Liga in Massachusetts war, wurde er 1913 in der Regierung von Präsident Wilson abermals Assistant Secretary im Finanzministerium.
Am 10. August 1914 wurde Hamlin nach der Gründung des Federal Reserve System dessen erster Vorsitzender als Chairman des Federal Reserve Board. Diese Funktion bekleidete er zwei Jahre lang bis zu seiner Ablösung durch William Harding am 10. August 1916.

## Veröffentlichungen
Hamlin veröffentlichte auch einige Fachbücher über Statistik und finanzpolitische Themen wie:
- Index Digest of Interstate Commerce Laws (1907)
- Index Digest of the Federal Reserve Bulletin (1921)